# 伯利恆大學

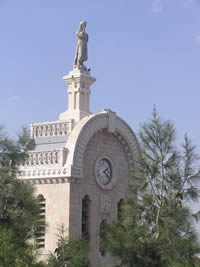
伯利恆大學

伯利恆大學（阿拉伯語：جامعةبيتلحم）是在约旦河西岸城市伯利恒的一所罗马天主教大學，伯利恒大学是巴勒斯坦的第一所大学。 該大學於1973年在以色列的統治下建立，其歷史可以追溯到1893年，當時喇沙会在伯利恆，耶路撒冷，賈法，拿撒勒，土耳其，黎巴嫩，約旦和埃及開設了學校。該大學如今主要由穆斯林學生組成。

## 外部連結
- 官方网站

31°42′38″N 35°12′05″E / 31.71054°N 35.20147°E